# Idaea amnesta
Idaea amnesta är en fjärilsart som beskrevs av Louis Beethoven Prout 1922. Idaea amnesta ingår i släktet Idaea och familjen mätare. Inga underarter finns listade i Catalogue of Life.